# Țahkadzor
Tsakhkadzor este un oraș din Provincia Kotayk, Armenia.